# Domfront (Oise)
Pour les articles homonymes, voir Domfront.
Domfront est une commune française située dans le département de l'Oise en région Hauts-de-France.
Ses habitants sont appelés les Domfrontais et les Domfrontaises.

## Géographie

### Description
Donfront est un village situé dans le département de l'Oise mais limitrophe de celui de la Somme, situé à 6 km au sud de Montdidier, à 39 km au nord-est de Beauvais et 36 km au sud-est d'Amiens.

### Communes limitrophes
| Royaucourt |              | Rubescourt Somme |
| Dompierre  | Domfront     |                  |
|            | Godenvillers | Le Ployron       |

### Hydrographie

#### Réseau hydrographique
La commune est située dans le bassin Artois-Picardie. Elle est drainée par le Trois Doms.
Les Trois Doms, d'une longueur de 20 km, prend sa source dans la commune de Dompierre, à 83 mètres d'altitude, et se jette  dans l'Avre à Trois-Rivières, après avoir traversé douze communes.

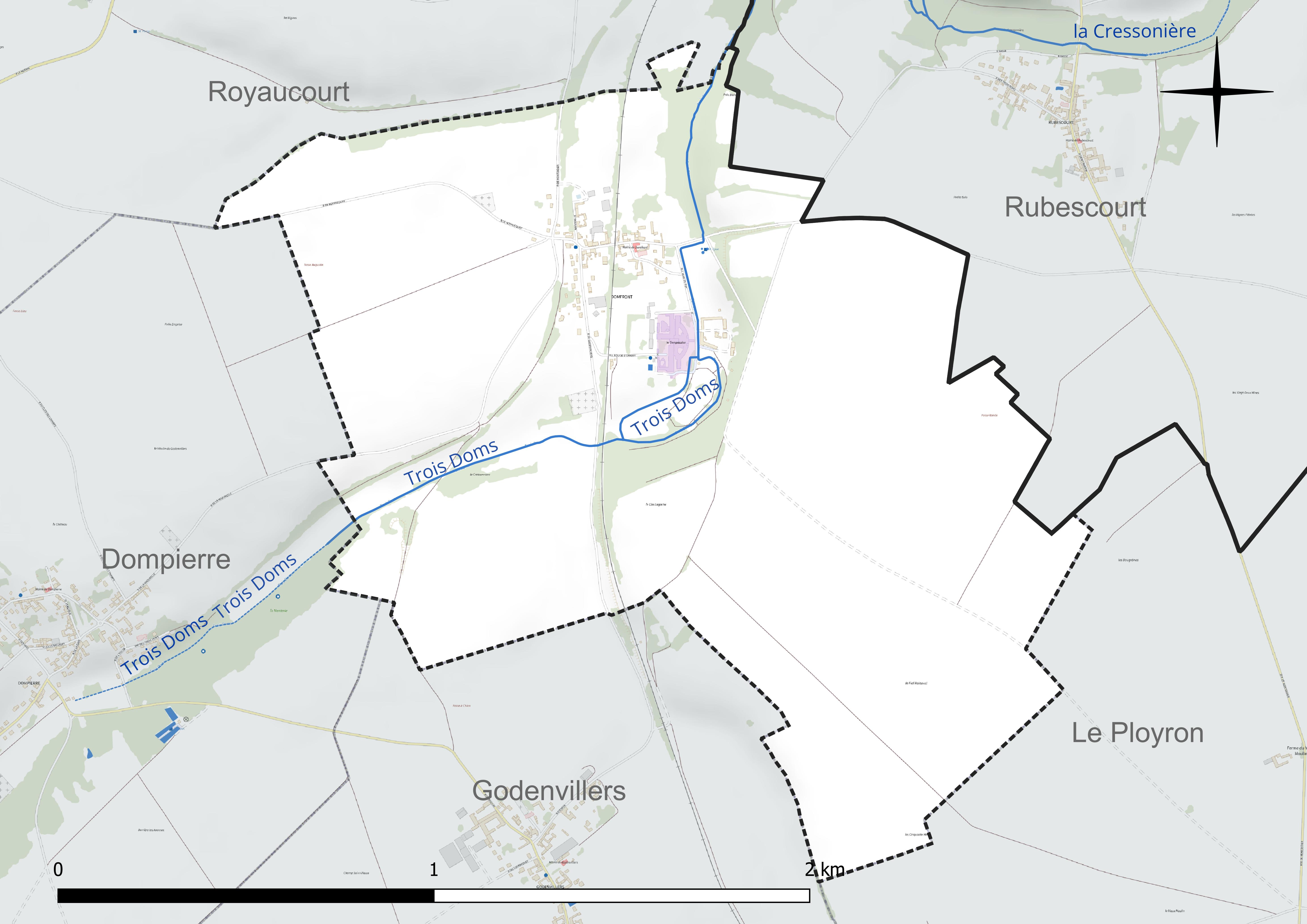
Réseau hydrographique de Domfront.

#### Gestion et qualité des eaux
Le territoire communal est couvert par le schéma d'aménagement et de gestion des eaux (SAGE) « Sensée ». Ce document de planification concerne un territoire de 1 835 km2 de superficie, délimité par le bassin versant de la Somme canalisée. Le périmètre a été arrêté le 29 avril 2010 et le SAGE proprement dit a été approuvé le 6 août 2019. La structure porteuse de l'élaboration et de la mise en œuvre est le syndicat mixte d'aménagement hydraulique du bassin versant de la Somme (AMEVA).
La qualité des cours d'eau peut être consultée sur un site dédié géré par les agences de l'eau et l'Agence française pour la biodiversité.

### Climat
Pour des articles plus généraux, voir Climat des Hauts-de-France et Climat de l'Oise.
En 2010, le climat de la commune est de type climat océanique dégradé des plaines du Centre et du Nord, selon une étude du CNRS s'appuyant sur une série de données couvrant la période 1971-2000. En 2020, Météo-France publie une typologie des climats de la France métropolitaine dans laquelle la commune est exposée à un climat océanique et est dans la région climatique Nord-est du bassin Parisien, caractérisée par un ensoleillement médiocre, une pluviométrie moyenne régulièrement répartie au cours de l'année et un hiver froid (3 °C).
Pour la période 1971-2000, la température annuelle moyenne est de 10,3 °C, avec une amplitude thermique annuelle de 14,6 °C. Le cumul annuel moyen de précipitations est de 677 mm, avec 10,9 jours de précipitations en janvier et 8,1 jours en juillet. Pour la période 1991-2020, la température moyenne annuelle observée sur la station météorologique la plus proche, située sur la commune de Godenvillers à 2 km à vol d'oiseau, est de 11,1 °C et le cumul annuel moyen de précipitations est de 701,9 mm,. Pour l'avenir, les paramètres climatiques de la commune estimés pour 2050 selon différents scénarios d'émission de gaz à effet de serre sont consultables sur un site dédié publié par Météo-France en novembre 2022.
| Mois                                  | jan.             | fév.             | mars           | avril         | mai           | juin            | jui.           | août          | sep.          | oct.        | nov.            | déc.           | année      |
| ------------------------------------- | ---------------- | ---------------- | -------------- | ------------- | ------------- | --------------- | -------------- | ------------- | ------------- | ----------- | --------------- | -------------- | ---------- |
| Température minimale moyenne (°C)     | 1,1              | 1                | 2,6            | 4,3           | 7,7           | 10,6            | 12,5           | 12,4          | 9,8           | 7,3         | 4               | 1,7            | 6,3        |
| Température moyenne (°C)              | 3,9              | 4,5              | 7,4            | 10,2          | 13,7          | 16,8            | 19             | 18,9          | 15,6          | 11,7        | 7,3             | 4,4            | 11,1       |
| Température maximale moyenne (°C)     | 6,6              | 8                | 12,2           | 16,2          | 19,8          | 22,9            | 25,4           | 25,5          | 21,5          | 16,1        | 10,5            | 7              | 16         |
| Record de froid (°C) date du record   | −21,5 17.01.1985 | −13,1 18.02.1969 | −11 08.03.1971 | −4,5 07.04.13 | −2 03.05.1967 | −0,5 01.06.1975 | 3,3 05.07.1964 | 2 28.08.1974  | −2 25.09.1972 | −5 29.10.03 | −9,5 23.11.1998 | −15 31.12.1970 | −21,5 1985 |
| Record de chaleur (°C) date du record | 15,1 09.01.15    | 19,9 27.02.19    | 26,5 31.03.21  | 29 20.04.18   | 32 28.05.17   | 37,6 27.06.11   | 43 25.07.19    | 40,4 06.08.03 | 36,5 15.09.20 | 30 01.10.11 | 21,4 01.11.14   | 16,5 17.12.15  | 43 2019    |
| Précipitations (mm)                   | 59               | 49,5             | 49,3           | 45,9          | 61,3          | 59,9            | 60,5           | 64            | 50,2          | 63,2        | 60,4            | 78,7           | 701,9      |

## Urbanisme

### Typologie
Au 1er janvier 2024, Domfront est catégorisée commune rurale à habitat dispersé, selon la nouvelle grille communale de densité à sept niveaux définie par l'Insee en 2022.
Elle est située hors unité urbaine et hors attraction des villes,.

### Occupation des sols
L'occupation des sols de la commune, telle qu'elle ressort de la base de données européenne d'occupation biophysique des sols Corine Land Cover (CLC), est marquée par l'importance des territoires agricoles (88,9 % en 2018), en augmentation par rapport à 1990 (87,6 %). La répartition détaillée en 2018 est la suivante : 
terres arables (79,2 %), zones urbanisées (11,1 %), zones agricoles hétérogènes (9,7 %). L'évolution de l'occupation des sols de la commune et de ses infrastructures peut être observée sur les différentes représentations cartographiques du territoire : la carte de Cassini (XVIIIe siècle), la carte d'état-major (1820-1866) et les cartes ou photos aériennes de l'IGN pour la période actuelle (1950 à aujourd'hui).

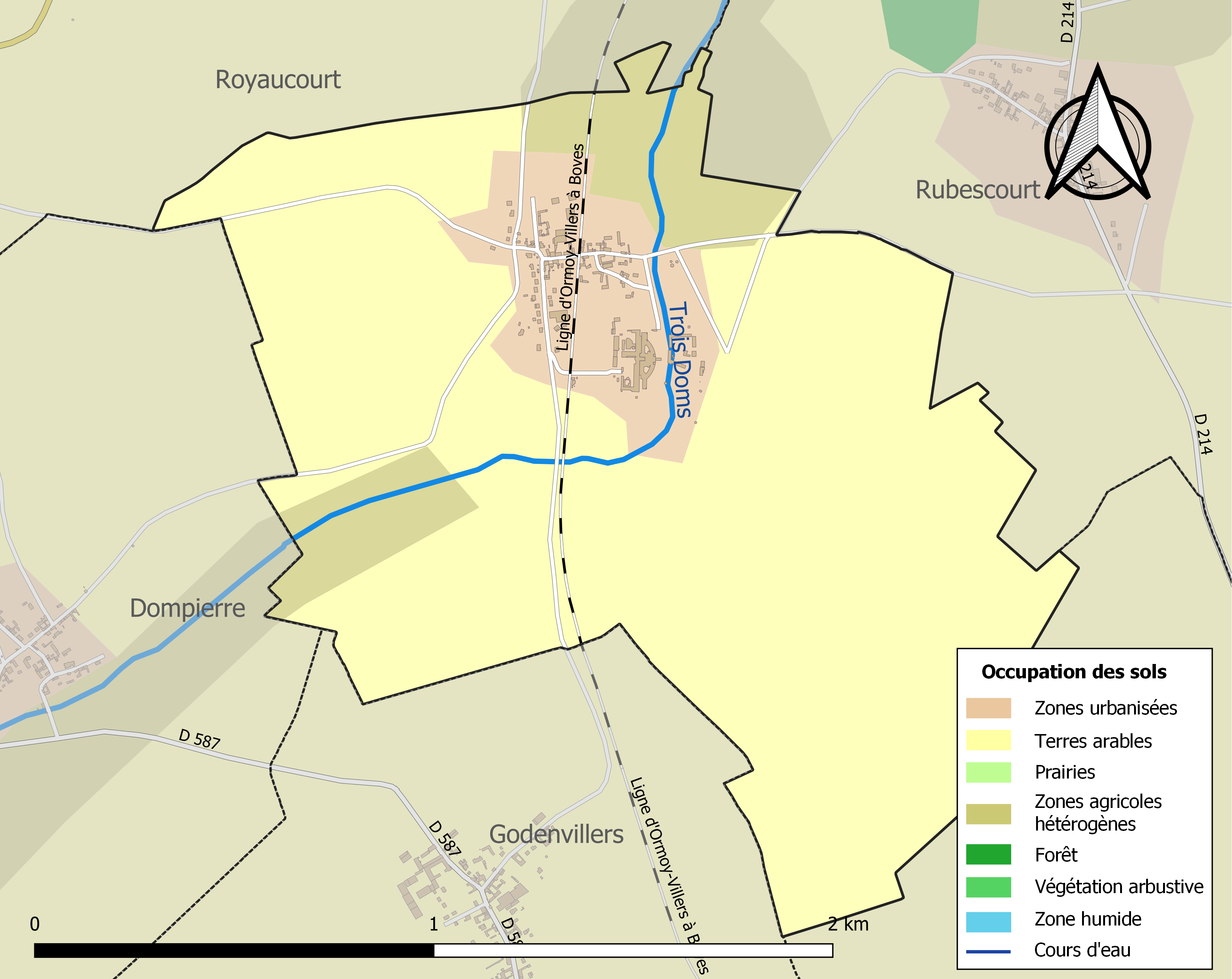
Carte des infrastructures et de l'occupation des sols de la commune en 2018 (CLC).

### Habitat et logement
En 2018, le nombre total de logements dans la commune était de 50, alors qu'il était de 54 en 2013 et de 49 en 2008.
Parmi ces logements, 83,3 % étaient des résidences principales, 7,4 % des résidences secondaires et 9,3 % des logements vacants. Ces logements étaient pour 98,1 % d'entre eux des maisons individuelles et pour 1,9 % des appartements.
Le tableau ci-dessous présente la typologie des logements à Domfront en 2018 en comparaison avec celle de l'Oise et de la France entière. Une caractéristique marquante du parc de logements est ainsi une proportion de résidences secondaires et logements occasionnels (7,4 %) supérieure à celle du département (2,5 %) et à celle de la France entière (9,7 %). Concernant le statut d'occupation de ces logements, 90,7 % des habitants de la commune sont propriétaires de leur logement (90,9 % en 2013), contre 61,4 % pour l'Oise et 57,5 pour la France entière.
| Typologie                                               | Domfront | Oise | France entière |
| ------------------------------------------------------- | -------- | ---- | -------------- |
| Résidences principales (en %)                           | 83,3     | 90,4 | 82,1           |
| Résidences secondaires et logements occasionnels (en %) | 7,4      | 2,5  | 9,7            |
| Logements vacants (en %)                                | 9,3      | 7,1  | 8,2            |

### Voies de communication et transports
Domfront est traversée par la ligne d'Ormoy-Villers à Boves, dont la station la plus proche est la gare de Montdidier.
La commune est desservie, en 2023, par les lignes 624, 684, 6304 et 6309 du réseau interurbain de l'Oise.

## Toponymie
Le village est attesté sous les formes Domfrond Donsfront, Donfront; Donffront (Domnus frons , Domus Frontonis).
L'église catholique, avant d'utiliser sanctus pour honorer les saints, a longtemps utilisé dans ce but le latin dominus (seigneur). Dominus aboutit à Dom-.
Front était le nom d'un saint honoré localement : Domfront signifie donc "Saint-Front", lieu où l'on vénérait saint Front ou Front de Passais.
En règle générale, les noms en Dom- sont plus anciens que les noms en Saint- .

## Histoire
Vers 1840 existait un moulin à vent
En 1841 est fondé dans une ancienne sucrerie par Victorine Du Puy la congrégation de la Compassion, qui ouvre en 1850 un lieu d'accueil  pour les enfants et les vieillards pauvres de la campagne, devenu depuis une maison de l'enfance et un Ehpad de 158 lits où vivent plus de la moitié des habitants de la commune. Sa gestion a été abandonnée par les religieuses en 1990,,.
En 1847, par ordonnance royale, l'église de Domfront est érigée et, le 27 mai de la même année, l'abbé Cartier est nommé curé de Domfront et aumônier de l'hospice. Le 29 août 1855, un décret impérial reconnaît légalement la congrégation.
La commune disposait autrefois de la gare de Domfront-la-Compassion, sur la ligne d'Ormoy-Villers à Boves.
Première Guerre mondiale
À la fin de la guerre, le village a subi d'importantes destructions et a  été décoré de la Croix de guerre 1914-1918, le 21 février 1921.

## Politique et administration

### Rattachements administratifs et électoraux
La commune se trouve depuis 1926 dans l'arrondissement de Clermont du département de l'Oise. Pour l'élection des députés, elle fait partie depuis 1988 de la première circonscription de l'Oise.
Elle faisait partie depuis 1793 du canton de Maignelay-Montigny. Dans le cadre du redécoupage cantonal de 2014 en France, la commune est désormais intégrée au canton d'Estrées-Saint-Denis.

### Intercommunalité
La commune est membre de la communauté de communes du Plateau Picard, créée fin 1999.

### Liste des maires
| Période                                  | Période                       | Identité         | Étiquette | Qualité                                     |
| ---------------------------------------- | ----------------------------- | ---------------- | --------- | ------------------------------------------- |
| Les données manquantes sont à compléter. |                               |                  |           |                                             |
|                                          | mars 1989                     | Guy Carré        |           | agriculteur                                 |
| mars 1989                                | mars 2008                     | Guy Smajda       | PS        | retraité                                    |
| mars 2008                                | En cours (au 2 décembre 2021) | Christophe Carré |           | agriculteur Réélu pour le mandat 2020-2026, |

## Équipements et services publics

### Enseignement
Les enfants de la commune sont scolarisés avec ceux de Domfront, Godenvillers, Crèvecœur-le-Petit, Ferrières, Sains-Morainvillers, Royaucourt et Welles-Pérennes dans le cadre d'un regroupement pédagogique concentré (RPC) construit à Ferrières, l'école des huit villages.

### Santé
La commune accueille dans les anciens bâtiments de la Congrégation des sœurs Notre-Dame-de-la-Compassion un établissement d'hébergement pour personnes âgées dépendantes (EHPAD) créé en 1990,.
La commune accueille également une maison d'ebfants à caractère social (MECS) gérée par l'association Temps de vie.

## Population et société

### Démographie

#### Évolution démographique
L'évolution du nombre d'habitants est connue à travers les recensements de la population effectués dans la commune depuis 1793. Pour les communes de moins de 10 000 habitants, une enquête de recensement portant sur toute la population est réalisée tous les cinq ans, les populations de référence des années intermédiaires étant quant à elles estimées par interpolation ou extrapolation. Pour la commune, le premier recensement exhaustif entrant dans le cadre du nouveau dispositif a été réalisé en 2004.

En 2022, la commune comptait 317 habitants, en évolution de +2,92 % par rapport à 2016 (Oise : +0,87 %, France hors Mayotte : +2,11 %).
| 1793 | 1800 | 1806 | 1821 | 1831 | 1836 | 1841 | 1846 | 1851 |
| ---- | ---- | ---- | ---- | ---- | ---- | ---- | ---- | ---- |
| 145  | 158  | 183  | 173  | 195  | 187  | 182  | 195  | 239  |

| 1856 | 1861 | 1866 | 1872 | 1876 | 1881 | 1886 | 1891 | 1896 |
| ---- | ---- | ---- | ---- | ---- | ---- | ---- | ---- | ---- |
| 274  | 286  | 274  | 257  | 270  | 261  | 290  | 271  | 333  |

| 1901 | 1906 | 1911 | 1921 | 1926 | 1931 | 1936 | 1946 | 1954 |
| ---- | ---- | ---- | ---- | ---- | ---- | ---- | ---- | ---- |
| 309  | 292  | 336  | 103  | 141  | 199  | 259  | 215  | 306  |

| 1962 | 1968 | 1975 | 1982 | 1990 | 1999 | 2004 | 2006 | 2009 |
| ---- | ---- | ---- | ---- | ---- | ---- | ---- | ---- | ---- |
| 313  | 306  | 317  | 320  | 287  | 303  | 307  | 309  | 335  |

| 2014 | 2019 | 2022 | - | - | - | - | - | - |
| ---- | ---- | ---- | - | - | - | - | - | - |
| 325  | 318  | 317  | - | - | - | - | - | - |

La commune a la population parmi les plus pauvres du département, en raison de la présence de nombreuses personnes âges résidant dans la maison de retraite et disposant de peu de ressources,.

#### Pyramide des âges
La population de la commune est relativement âgée.
En 2018, le taux de personnes d'un âge inférieur à 30 ans s'élève à 26,8 %, soit en dessous de la moyenne départementale (37,3 %). À l'inverse, le taux de personnes d'âge supérieur à 60 ans est de 55,9 % la même année, alors qu'il est de 22,8 % au niveau départemental.
En 2018, la commune comptait 137 hommes pour 178 femmes, soit un taux de 56,51 % de femmes, largement supérieur au taux départemental (51,11 %).
Les pyramides des âges de la commune et du département s'établissent comme suit.
| Hommes | Classe d’âge | Femmes |
| ------ | ------------ | ------ |
| 3,6    | 90 ou +      | 13,0   |
| 14,5   | 75-89 ans    | 28,2   |
| 28,3   | 60-74 ans    | 21,9   |
| 13,5   | 45-59 ans    | 7,1    |
| 7,8    | 30-44 ans    | 7,1    |
| 7,8    | 15-29 ans    | 6,6    |
| 24,5   | 0-14 ans     | 16,0   |

| Hommes | Classe d’âge | Femmes |
| ------ | ------------ | ------ |
| 0,5    | 90 ou +      | 1,4    |
| 5,5    | 75-89 ans    | 7,6    |
| 15,6   | 60-74 ans    | 16,3   |
| 20,8   | 45-59 ans    | 20     |
| 19,4   | 30-44 ans    | 19,4   |
| 17,6   | 15-29 ans    | 16,2   |
| 20,6   | 0-14 ans     | 19,1   |

## Économie
En 2013, la commune rurale accueillait 110 emplois grâce notamment à la maison de l'enfance et à la maison de retraite.

## Culture locale et patrimoine

### Lieux et monuments
- Église Saint-Front : édifice du XXe siècle reconstruit en brique.
- Congrégation des sœurs Notre-Dame-de-la-Compassion : ensemble de bâtiments du XIXe siècle en brique abritant une petite chapelle et une horloge. Elle est occupée par une maison de retraite[34].
- Calvaire, au croisement des rues Raineval, de Royaucourt et de Godenvillers.
- Parc de loisirs  Loisirmania, doté de jeux et animations en tous genres et implanté dans la verdure sur deux hectares, au lieu-dit Clos-du-Pont, entre Domfront et Godenvillers[35],[36].

### Personnalités liées à la commune
- Victorine du Puy, née le 7 février 1797 dans une fratrie de six enfants. Cette famille, originaire du Limousin, est venue s'installer dans la commune en 1816, pour gérer le domaine de Domfront, qui appartenait alors à une tante. Elle y crée la congrégatuon des sœurs de la compassion.  Le 21 novembre 1855 de la même année, Victorine du Puy porte officiellement les habits religieux et devient supérieure à vie, sous le nom de mère Marie de la Compassion. Elle meurt le 16 décembre 1889[16]
- Louis Hélié, Résistant né en 1889 à Domfront et mort à Paris le 19 août 1944